# Steve Garbade
Steve Garbade (* 1974 in Baton Rouge, Louisiana) ist ein US-amerikanischer Komponist, Cellist und Sound Designer in Los Angeles. Als Komponist von Filmmusik gewann er 2017 den Emmy für die Musik zum Film Daisy Belle.

## Leben
Garbade studierte Komposition und Filmmusik am Berklee College of Music in Boston, wo er auch in dessen Streichquartett das Cello spielte. Er komponierte die Musik zu den mehrfach preisgekrönten Filmen von William Wall: The Immortal Edward Lumley und Zero. Garbade wurde mehrfach mit dem San Diego Film Award ausgezeichnet. Er ist Träger des Emmy Awards für Komposition und Arrangement für seine Musik zum Film Daisy Belle 2017. Zu seinen Werken fürs Theater zählen die Produktionen des Long Beach Playhouse, des Atwater Playhouse of Los Angeles und dem Pacific Residents Theater in Venice, Kalifornien.

## Filmografie (Auswahl)
- 2015: The Perfect Host
- 2015: The Saddle
- 2015: Ghostline
- 2015: The Appointment
- 2015: The Adventures of Ranger Rocket and Daisy Danger
- 2016: Fetcher and Jenks
- 2016: Aberrant
- 2017: The Writing
- 2017: Love All You Have Left
- 2018: 92115
- 2018: Daisy Bell
- 2018: Trickster
- 2019: Cupcake
- 2019: Waylay
- 2019: Blood or Money
- 2019: The Flourish
- 2020: How We Met

### Serien
- 2014: Rolling High (6 Episoden)
- 2014: A Gallon of Gas
- 2014: Ruthless
- 2014: Angel in Paradise
- 2015: The Transmitter

## Kompositionen fürs Theater
- Traveling Productions - Shakespeare by the Sea:
- (2010) The Twelfth Night:
- (2011) Much Ado About Nothing
- (2012) Two Gentleman from Verona
- (2013) All’s Well That Ends Well
- (2014) A Midsummer Night’s Dream
- (2015) As You Like It

## Auszeichnungen
- 2014 San Diego Film Awards, USA, Nominiert für Beste Musikpartitur zu Zero (2014)
- 2015 San Diego Film Awards, USA, Special Award für Komposition zum Film The Immortal Edward Lumley
- 2015 San Diego Film Awards, USA, Nominiert für Beste Musikpartitur zu The Saddle (2015)
- 2017 Pacific Southwest Emmy Awards, Komposition/Arrangement zu Daisy Belle
- 2018 National Academy of Television Arts & Sciences – Pacific Southwest Chapter, Musical Komposition/Arrangement zu Daisy Belle (2018)
- 2018 San Diego Film Awards, USA, Beste Musikpartitur: Kurzfilm, Daisy Belle (2018)

## Belege
1. ↑  Steven Brandes Garbade, Tujunga, CA (91042). Abgerufen am 25. Juli 2023 (englisch).
2. ↑  IMDb. In: Garbade. Abgerufen am 25. Mai 2020 (englisch).
3. ↑  The Immortal Edward Lumley. Archiviert vom Original (nicht mehr online verfügbar) am 5. Juni 2020; abgerufen am 25. Mai 2020 (englisch).  Info: Der Archivlink wurde automatisch eingesetzt und noch nicht geprüft. Bitte prüfe Original- und Archivlink gemäß Anleitung und entferne dann diesen Hinweis.
4. ↑  Pacific Southwest Emmy Awards (2017). Abgerufen am 25. Mai 2020.

| Personendaten    | Personendaten                                           |
| ---------------- | ------------------------------------------------------- |
| NAME             | Garbade, Steve                                          |
| KURZBESCHREIBUNG | US-amerikanischer Komponist, Cellist und Sound Designer |
| GEBURTSDATUM     | 1979                                                    |
| GEBURTSORT       | Baton Rouge, Louisiana                                  |